# Platformer
Platformer, cunoscut și sub denumirea de joc de platformă, este un gen de jocuri video în care jucătorul controlează un personaj care se deplasează pe o serie de platforme suspendate, adesea în timp ce sare între aceste platforme. Genul platformer a cunoscut o creștere semnificativă în popularitate în anii '80 și '90, devenind unul dintre cele mai recognoscibile și apreciate genuri de jocuri video.

## Caracteristici de bază
Platformerele sunt caracterizate printr-o serie de elemente comune, printre care:
- Controlul personajului: Jucătorii controlează un personaj principal care poate sări, alerga, urca și coborî platformele.
- Niveluri: Jocurile sunt de obicei structurate în niveluri sau etape, fiecare cu un design unic și provocări specifice.
- Obstacole și inamici: Jucătorii trebuie să evite obstacole precum prăpăstii, capcane și inamici care îi pot ataca sau împiedica progresul.
- Puteri speciale: Multe platformere oferă puteri speciale sau abilități temporare care ajută personajul să depășească obstacolele și să învingă inamicii.
- Collectibles: Obiecte care pot fi colectate, cum ar fi monede, stele sau alte artefacte, adesea necesare pentru a avansa sau pentru a obține un scor mai mare.

## Istoria Genului

### Primii Ani (1970-1980)
Genul platformer își are rădăcinile în jocurile arcade din anii '70 și începutul anilor '80. Unul dintre primele jocuri care a influențat genul a fost "Donkey Kong" (1981), creat de Shigeru Miyamoto. În acest joc, jucătorii controlau un personaj numit Jumpman (mai târziu cunoscut sub numele de Mario) care trebuia să salveze o prințesă de un gorilă uriaș, escaladând platforme și evitând obstacolele.

### Epoca de Aur (1980-1990)
Aceasta perioadă a fost marcată de lansarea unor titluri iconice care au definit și popularizat genul platformer:
- Super Mario Bros. (1985): Dezvoltat de Nintendo, acest joc a stabilit multe dintre standardele genului și a devenit unul dintre cele mai bine vândute și influente jocuri din toate timpurile.
- Sonic the Hedgehog (1991): Creat de Sega, Sonic a introdus un personaj rapid și niveluri de mare viteză, aducând un nou dinamism genului.

### Evoluție și Diversificare (1990-prezent)
Cu avansarea tehnologiei, platformerele au evoluat semnificativ. Jocurile 3D au început să apară, iar controlul personajelor și designul nivelurilor au devenit mai complexe:
- Super Mario 64 (1996): Un punct de cotitură în evoluția genului, fiind unul dintre primele platformere 3D de succes, stabilind noi standarde pentru jocurile de acest tip.
- Crash Bandicoot (1996): Un alt exemplu notabil de platformer 3D, cu un design distinctiv și gameplay captivant.

## Subgenuri și Variații
Platformerele au dat naștere unor numeroase subgenuri și variații:
- Platformere de acțiune: Integrează elemente de luptă, cum ar fi Castlevania și Metroid.
- Platformere puzzle: Se concentrează pe rezolvarea de puzzle-uri, cum ar fi Portal.
- Platformere de explorare: Au niveluri deschise și ne-liniare, unde jucătorii sunt încurajați să exploreze, exemplu fiind Metroidvania.

## Impactul Cultural
Platformerele au avut un impact profund asupra culturii pop și a industriei jocurilor video. Personaje iconice precum Mario, Sonic și Crash Bandicoot au devenit figuri recunoscute la nivel mondial, iar elementele de gameplay inovative introduse de aceste jocuri continuă să influențeze noi generații de dezvoltatori.

## Jocuri Platformer Notabile
- Super Mario Bros.
- Sonic the Hedgehog
- Donkey Kong
- Crash Bandicoot
- Rayman
- Celeste

## Tehnologii și Design
Dezvoltarea unui joc platformer necesită o înțelegere profundă a fizicii jocului, designului nivelurilor și a mecanicii de joc:
- Fizica salturilor: Aspect esențial care afectează cum se simte și se joacă un platformer. Un salt bine calibrat poate face diferența între un joc bun și unul excelent.
- Designul nivelurilor: Trebuie să fie intuitiv, oferind o dificultate progresivă și stimulând jucătorul să exploreze și să învețe noi abilități.
- Grafică și sunet: Elementele vizuale și auditive contribuie semnificativ la imersiunea și satisfacția jucătorului.

## Concluzie
Platformerele au fost și rămân un gen fundamental în industria jocurilor video. Evoluția lor continuă să inspire și să încânte jucătorii de toate vârstele, oferind experiențe diverse și captivante. De la clasicii 2D la inovatoarele jocuri 3D, platformerele reprezintă un exemplu strălucit de creativitate și design în lumea jocurilor video.